# Olympische Sommerspiele 1936/Teilnehmer (Niederlande)
| Gelbes Symbol für Goldmedaillen mit stilisierten Olympischen Ringen | Graues Symbol für Silbermedaillen mit stilisierten Olympischen Ringen | Braundes Symbol für Bronzemedaillen mit stilisierten Olympischen Ringen |
| ------------------------------------------------------------------- | --------------------------------------------------------------------- | ----------------------------------------------------------------------- |
| 6                                                                   | 4                                                                     | 7                                                                       |

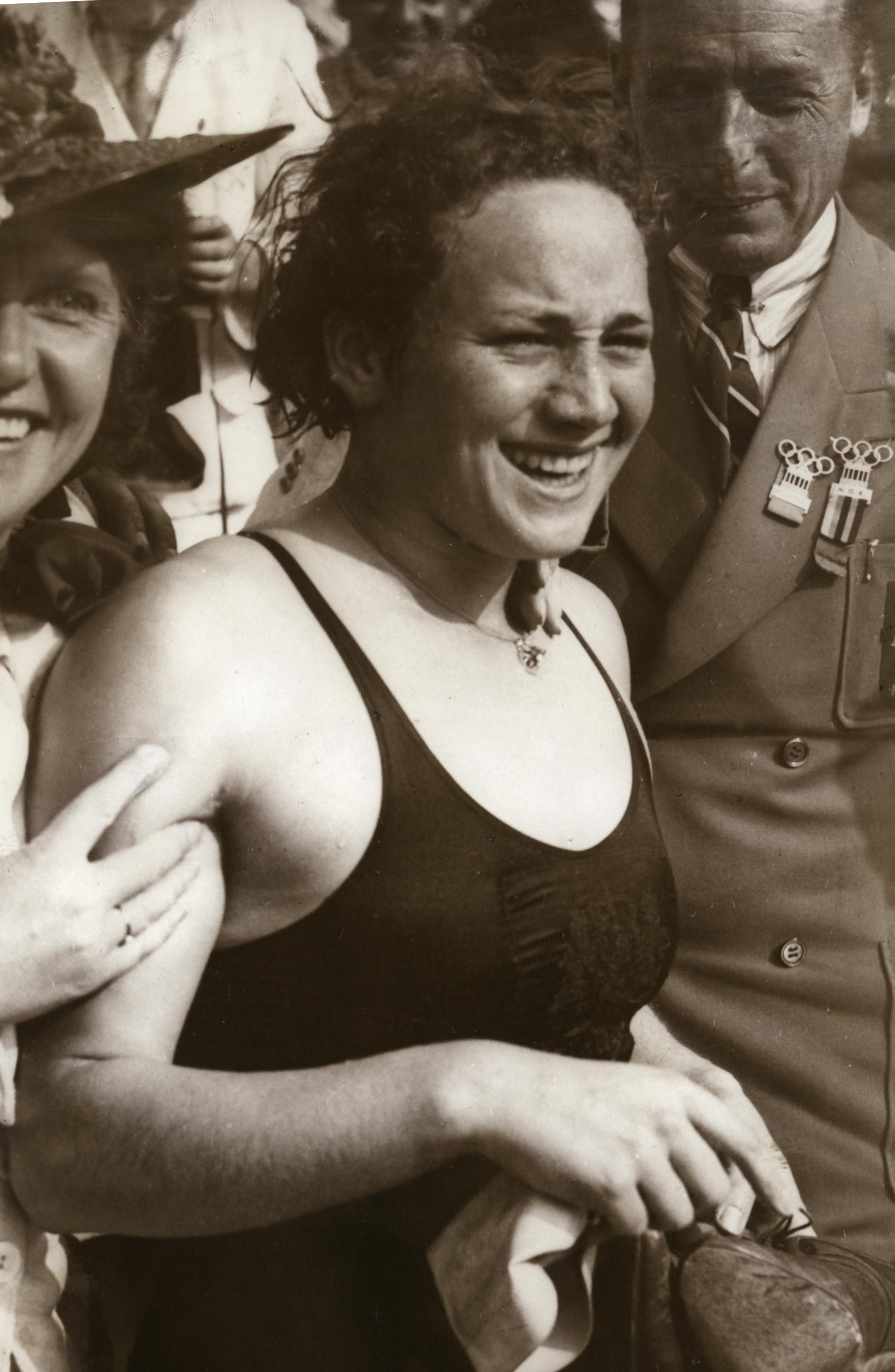
Rie Mastenbroek, dritterfolgreichste Sportlerin der Olympischen Spiele 1936

Die Niederlande nahmen an den Olympischen Sommerspielen 1936 in Berlin mit einer Delegation von 129 Athleten teil. Mit insgesamt 17 Medaillen, davon sechs Goldmedaillen belegten die Niederlande Platz 9 des Medaillenspiegels.
Erfolgreichste Athletin war die Schwimmerin Hendrika Mastenbroek mit drei Gold- und einer Silbermedaille. Sie war damit auch auf Platz 3 der Liste der erfolgreichsten Teilnehmer, hinter Jesse Owens (USA) und Konrad Frey (Deutsches Reich).
Jüngste Teilnehmerin war die Schwimmerin Truus Kerkmeester mit 14 Jahren, ältester Teilnehmer der Reiter Gerard le Heux mit 51 Jahren.

## Boykottbestrebungen
Die Olympischen Sommerspiele 1936 waren als Propagandaakt für das Deutsche Reich geplant. Die Niederlande waren wie die Vereinigten Staaten, Frankreich und England eine der Nationen, die vor dem Hintergrund der Nürnberger Rassengesetze und der Errichtung der ersten Konzentrationslager die Spiele boykottieren wollten. Dazu wurde das Comité international pour le respect de l’esprit olympique gegründet, das neben den vorgenannten Ländern auch aus einigen skandinavischen Ländern und der Tschechoslowakei bestand. Letztlich konnten sich die Kritiker jedoch nicht durchsetzen.

## Medaillengewinner

### Gold
- Arie van Vliet – Radfahren, 1000 m Zeitfahren
- Hendrika Mastenbroek – Schwimmen, 100 m Freistil
- Hendrika Mastenbroek – Schwimmen, 400 m Freistil
- Nida Senff – Schwimmen, 100 m Rücken
- Willy den Ouden, Hendrika Mastenbroek, Jopie Selbach und Tini Wagner – Schwimmen, 4 × 100 m Staffel
- Daan Kagchelland – Segeln, O-Jolle

### Silber
- Arie van Vliet – Radfahren, Sprint
- Bernard Leene und Hendrik Ooms – Radfahren, Tandem
- Jan de Bruine, Johan Greter und Henri van Schaik – Reiten, Springreiten, Mannschaftswertung
- Rie Mastenbroek – Schwimmen, 100 m Rücken

### Bronze
- Martinus Osendarp – Leichtathletik, 100 m
- Martinus Osendarp – Leichtathletik, 200 m
- Jaap Kraaier – Kanu, Einer-Kajak 1000 m
- Nicolaas Tates und Wim van der Kroft – Zweier-Kajak 1000 m
- Cornelis Wijdekop und Pieter Wijdekop – Zweier-Kajak (Faltboot) 10.000 m
- Henk de Looper, Jan de Looper, Agathon de Roos, Rein de Waal, Pieter Gunning, Carl Heijbroek, Henri Schnitger, René Sparenberg, Ernst van den Berg, Rudolf van der Haar, Antoine van Lierop und Max Westerkamp – Hockey
- Willem de Vries Lentsch und Bob Maas – Segeln, Star

## Teilnehmerliste

### Boxen
| Athlet              | Gewicht      | Platz |
| ------------------- | ------------ | ----- |
| Martinus Lambillion | 50,8 kg      | 16.   |
| Jo de Moor          | 53,5 kg      | 17.   |
| Jan Nicolaas        | 57,2 kg      | 17.   |
| André Rasenberg     | 61,2 kg      | 17.   |
| Hens Dekkers        | 66,7 kg      | 5.    |
| Tin Dekkers         | 72,6 kg      | 5.    |
| Willem Fock         | 79,4 kg      | 9.    |
| Albert van Bemmel   | über 79,4 kg | 17.   |

### Fechten
Männer
| Athlet               | Disziplin        | Platz                          |
| -------------------- | ---------------- | ------------------------------ |
| Willem Driebergen    | Degen            | ausgeschieden im Viertelfinale |
| Willem Driebergen    | Degen Mannschaft | ausgeschieden im Viertelfinale |
| Ate Faber            | Säbel Mannschaft | 5.                             |
| Paul Kunze           | Florett          | ausgeschieden in der 1. Runde  |
| Antonius Montfoort   | Säbel            | ausgeschieden im Viertelfinale |
| Antonius Montfoort   | Säbel Mannschaft | 5.                             |
| Frans Mosman         | Säbel            | ausgeschieden im Viertelfinale |
| Frans Mosman         | Säbel Mannschaft | 5.                             |
| Jan Schepers         | Degen Mannschaft | ausgeschieden im Viertelfinale |
| Jacob Schriever      | Säbel Mannschaft | 5.                             |
| Nicolas van Hoorn    | Degen            | ausgeschieden in der 1. Runde  |
| Nicolas van Hoorn    | Degen Mannschaft | ausgeschieden im Viertelfinale |
| Pieter van Wieringen | Säbel            | 5.                             |
| Pieter van Wieringen | Säbel Mannschaft | 5.                             |
| Cornelis Weber       | Degen            | ausgeschieden im Viertelfinale |
| Cornelis Weber       | Degen Mannschaft | ausgeschieden im Viertelfinale |

Frauen
| Athlet              | Disziplin | Platz                          |
| ------------------- | --------- | ------------------------------ |
| Toos van der Klaauw | Florett   | ausgeschieden im Viertelfinale |

### Hockey
| Spieler | Disziplin | Platz  |
| --- | --------- | ------ |
| Henk de Looper, Jan de Looper, Agathon de Roos, Rein de Waal, Pieter Gunning, Carl Heijbroek, Henri Schnitger, René Sparenberg, Ernst van den Berg, Rudolf van der Haar, Antoine van Lierop und Max Westerkamp | Männer    | Bronze |

### Kanu
| Athlet            | Disziplin                        | Platz  |
| ----------------- | -------------------------------- | ------ |
| Jaap Kraaier      | Einer-Kajak 1000 m               | Bronze |
| Wim van der Kroft | Zweier-Kajak 1000 m              | Bronze |
| Gerardus Siderius | Zweier-Kajak 10.000 m            | 5.     |
| Henk Starreveld   | Zweier-Kajak 10.000 m            | 5.     |
| Nicolaas Tates    | Zweier-Kajak 1000 m              | Bronze |
| Ko van Tongeren   | Einer-Kajak 10.000 m             | 4.     |
| Jan Vrolijk       | Einer-Kajak (Faltboot) 10.000 m  | 9.     |
| Cornelis Wijdekop | Zweier-Kajak (Faltboot) 10.000 m | Bronze |
| Pieter Wijdekop   | Zweier-Kajak (Faltboot) 10.000 m | Bronze |

### Kunstwettbewerbe
| Künstler                | Disziplin                 | Werk                                                       | Platz             |
| ----------------------- | ------------------------- | ---------------------------------------------------------- | ----------------- |
| Wolter Bakker           | Architektonische Entwürfe | Sportfondsenbad in Apeldoorn                               | keine Platzierung |
| Wolter Bakker           | Architektonische Entwürfe | Sportfondsenbad in Arnhem                                  | keine Platzierung |
| Wolter Bakker           | Architektonische Entwürfe | Sportfondsenbad in Eindhoven                               | keine Platzierung |
| Wolter Bakker           | Architektonische Entwürfe | Sportfondsenbad in Heerlen                                 | keine Platzierung |
| Wolter Bakker           | Architektonische Entwürfe | Sportfondsenbad in Maastricht                              | keine Platzierung |
| Jo Boer                 | Architektonische Entwürfe | Hallenschwimmbad in Groningen                              | keine Platzierung |
| Matti Büschmann         | Skulpturen                | Ruderer                                                    | keine Platzierung |
| Sirar Cuijpers          | Architektonische Entwürfe | unbekannt                                                  | keine Platzierung |
| Willem van der Does     | Malerei und Grafik        | Het onbekende tegemoet                                     | keine Platzierung |
| Wim Dooijewaard         | Malerei und Grafik        | Ringkampf in der Mongolei                                  | keine Platzierung |
| Wim Dooijewaard         | Malerei und Grafik        | Der Segler                                                 | keine Platzierung |
| Piet van Egmond         | Malerei und Grafik        | Boxer                                                      | keine Platzierung |
| Hendrik van der Eijnde  | Skulpturen                | Tanz                                                       | keine Platzierung |
| Freek Engel             | Malerei und Grafik        | Zeilwedstrijd, Alkmaardermeer                              | keine Platzierung |
| Ben Essers              | Malerei und Grafik        | Winterlandschaft mit Mühle                                 | keine Platzierung |
| Ben Essers              | Malerei und Grafik        | Winter                                                     | keine Platzierung |
| Ed Gerdes               | Malerei und Grafik        | Mädchen am Steuer                                          | keine Platzierung |
| Ed Gerdes               | Malerei und Grafik        | Stilleben mit Gebirgsausrüstung                            | keine Platzierung |
| Marian Gobius           | Skulpturen                | Boxer                                                      | keine Platzierung |
| Jan Goedhart            | Malerei und Grafik        | Segelregatta                                               | keine Platzierung |
| Piet van der Hem        | Malerei und Grafik        | Zwemster                                                   | keine Platzierung |
| Piet van der Hem        | Malerei und Grafik        | Golfspieler                                                | keine Platzierung |
| Gé Hurkmans             | Malerei und Grafik        | Der Marathonläufer                                         | keine Platzierung |
| Jan Kleintjes           | Malerei und Grafik        | Caddy                                                      | keine Platzierung |
| Cornelis Kloos          | Malerei und Grafik        | Springende Mädchen                                         | keine Platzierung |
| Edzard Koning           | Malerei und Grafik        | Schlittschuhläufer                                         | keine Platzierung |
| Gijs Kramer             | Gemälde                   | Renners bij Regenweer                                      | lobende Erwähnung |
| Gijs Kramer             | Gemälde                   | Radrennen                                                  | keine Platzierung |
| Han Krug                | Malerei und Grafik        | Erinnerung an die Normandie                                | keine Platzierung |
| Foeke Kuipers           | Architektonische Entwürfe | Schwimmanstalt in Rotterdam                                | keine Platzierung |
| Alexander Langeweg      | Orchestermusik            | Marcia Campione                                            | keine Platzierung |
| Frans Langeveld         | Gemälde                   | Schlittschuhlaufen im Dorfe                                | keine Platzierung |
| Thies Luijt             | Malerei und Grafik        | Ruiters                                                    | keine Platzierung |
| Thies Luijt             | Malerei und Grafik        | Dressur                                                    | keine Platzierung |
| Jac Maris               | Skulpturen                | Polospieler                                                | keine Platzierung |
| Ben Moolhuysen          | Architektonische Entwürfe | unbekannt                                                  | keine Platzierung |
| Marius Monnikendam      | Orchestermusik            | Im Anfang war der Rhythmus                                 | lobende Erwähnung |
| Johan Pootjes           | Malerei und Grafik        | Oranje-Blanje-Bleu                                         | keine Platzierung |
| Rob, Jonkheer Graafland | Malerei und Grafik        | Mädel wie du                                               | keine Platzierung |
| Dan Roodenburgh         | Architektonische Entwürfe | Ajax-Stadion in Amsterdam                                  | keine Platzierung |
| Egbert Schaap           | Malerei und Grafik        | Segelwettfahrt auf der Zuidersee                           | keine Platzierung |
| Willy Sluiter           | Malerei und Grafik        | Spring-Concours                                            | keine Platzierung |
| Willy Sluiter           | Malerei und Grafik        | Football                                                   | keine Platzierung |
| Willy Sluiter           | Malerei und Grafik        | Cricket                                                    | keine Platzierung |
| Jan Strube              | Malerei und Grafik        | De Vermaning                                               | keine Platzierung |
| Tjipke Visser           | Skulpturen                | Wettläuferin                                               | keine Platzierung |
| Tjipke Visser           | Skulpturen                | Tauchendes Mädchen                                         | keine Platzierung |
| Gerard Westermann       | Malerei und Grafik        | Das weiße Pferd                                            | keine Platzierung |
| Gerard Westermann       | Malerei und Grafik        | Amazonenportret                                            | keine Platzierung |
| Gerard Westermann       | Malerei und Grafik        | Amazone I                                                  | keine Platzierung |
| Gerard Westermann       | Malerei und Grafik        | Amazone II                                                 | keine Platzierung |
| Gerard Westermann       | Malerei und Grafik        | Der Reiter                                                 | keine Platzierung |
| Gerard Westermann       | Malerei und Grafik        | Rennen                                                     | keine Platzierung |
| Jan Wils                | Architektonische Entwürfe | Plan zur Erweiterung des Olympischen Stadions in Amsterdam | lobende Erwähnung |
| Jan Wils                | Architektonische Entwürfe | Projekt für das Stadion in Lissabon                        | lobende Erwähnung |
| Henri Zwiers            | Architektonische Entwürfe | Strandbad „Zuiderbad“ in Zandvoort                         | keine Platzierung |

### Leichtathletik

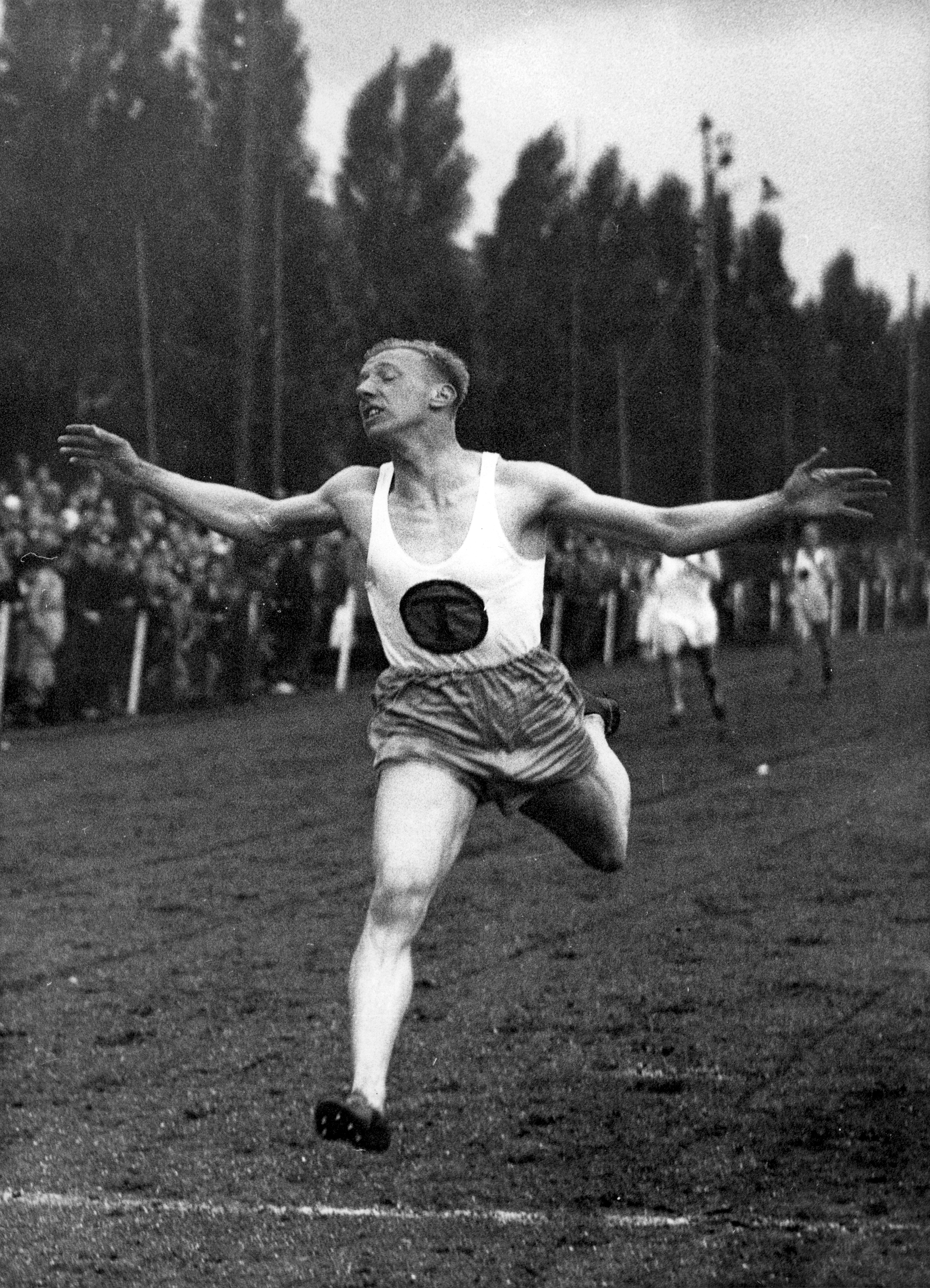
Tinus Osendarp 1936

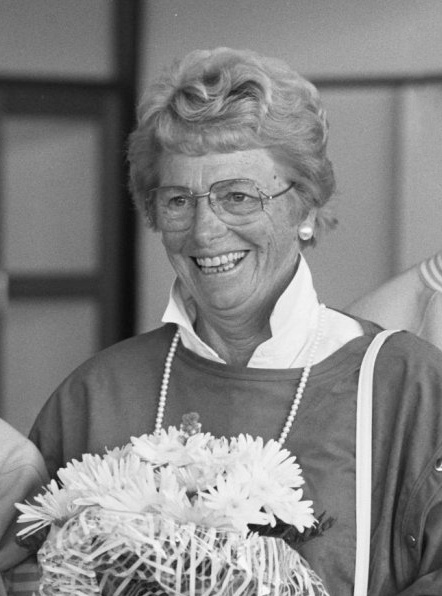
Fanny Blankers-Koen

Männer
| Athlet            | Disziplin         | Wertung     | Platz                          |
| ----------------- | ----------------- | ----------- | ------------------------------ |
| Christiaan Berger | 100 m             | 11,02 s     | im Viertelfinale ausgeschieden |
| Christiaan Berger | 4 × 100 m Staffel | 41,3        | im Finale disqualifiziert      |
| Wil van Beveren   | 100 m             | 10,8 s      | 5.                             |
| Wil van Beveren   | 200 m             | 21,9 s      | 6.                             |
| Wil van Beveren   | 4 × 100 m Staffel | 41,3        | im Finale disqualifiziert      |
| Tjeerd Boersma    | 4 × 100 m Staffel | 41,3        | im Finale disqualifiziert      |
| Reindert Brasser  | Hochsprung        | 1,85 m      | 12.                            |
| Reindert Brasser  | Zehnkampf         | 7,046       | 5.                             |
| Gerard Carlier    | Hochsprung        | 1,80 m      | 23.                            |
| Hans Houtzager    | Hammerwurf        | –           | nicht qualifiziert             |
| Marten Klasema    | Weitsprung        | –           | nicht qualifiziert             |
| Marten Klasema    | Dreisprung        | 14,55       | 15.                            |
| Martinus Osendarp | 100 m             | 10,5 s      | Bronze                         |
| Martinus Osendarp | 200 m             | 21,3 s      | Bronze                         |
| Martinus Osendarp | 4 × 100 m Staffel | 41,3        | im Finale disqualifiziert      |
| Jaap van der Poll | Speerwurf         | 56,25 m     | 16.                            |
| Anton Toscani     | 50 km Gehen       | 4:42:59,4 h | 10.                            |

Frauen
| Athlet              | Disziplin         | Wertung | Platz                             |
| ------------------- | ----------------- | ------- | --------------------------------- |
| Fanny Blankers-Koen | Hochsprung        | 1,55 m  | 6.                                |
| Fanny Blankers-Koen | 4 × 100 m Staffel | 48,8 s  | 5.                                |
| Kitty ter Braake    | 80 m Hürden       | 11,8 s  | 5.                                |
| Kitty ter Braake    | 4 × 100 m Staffel | 48,8 s  | 5.                                |
| Agaath Doorgeest    | 80 m Hürden       | ??      | ausgeschieden                     |
| Gien de Kock        | Speerwurf         | 36,93 m | 8.                                |
| Elisabeth Koning    | 100 m             | 12,9 s  | in der ersten Runde ausgeschieden |
| Elisabeth Koning    | 4 × 100 m Staffel | 48,8 s  | 5.                                |
| Tini Koopmans       | Hochsprung        | 1,40 m  | 14.                               |
| Tini Koopmans       | Diskuswurf        | 33,50 m | 16.                               |
| Ans Niesink         | Diskuswurf        | 35,21 m | 7.                                |
| Alida de Vries      | 100 m             | 13,0 s  | in der ersten Runde ausgeschieden |
| Alida de Vries      | 4 × 100 m Staffel | 48,8 s  | 5.                                |

### Moderner Fünfkampf
| Teilnehmer             | Punkte | Rang |
| ---------------------- | ------ | ---- |
| Alexander van Geen     | 101,5  | 18.  |
| Johannes van der Horst | 117,5  | 29.  |
| Josephus Serrã         | 117,5  | 27.  |

### Radsport

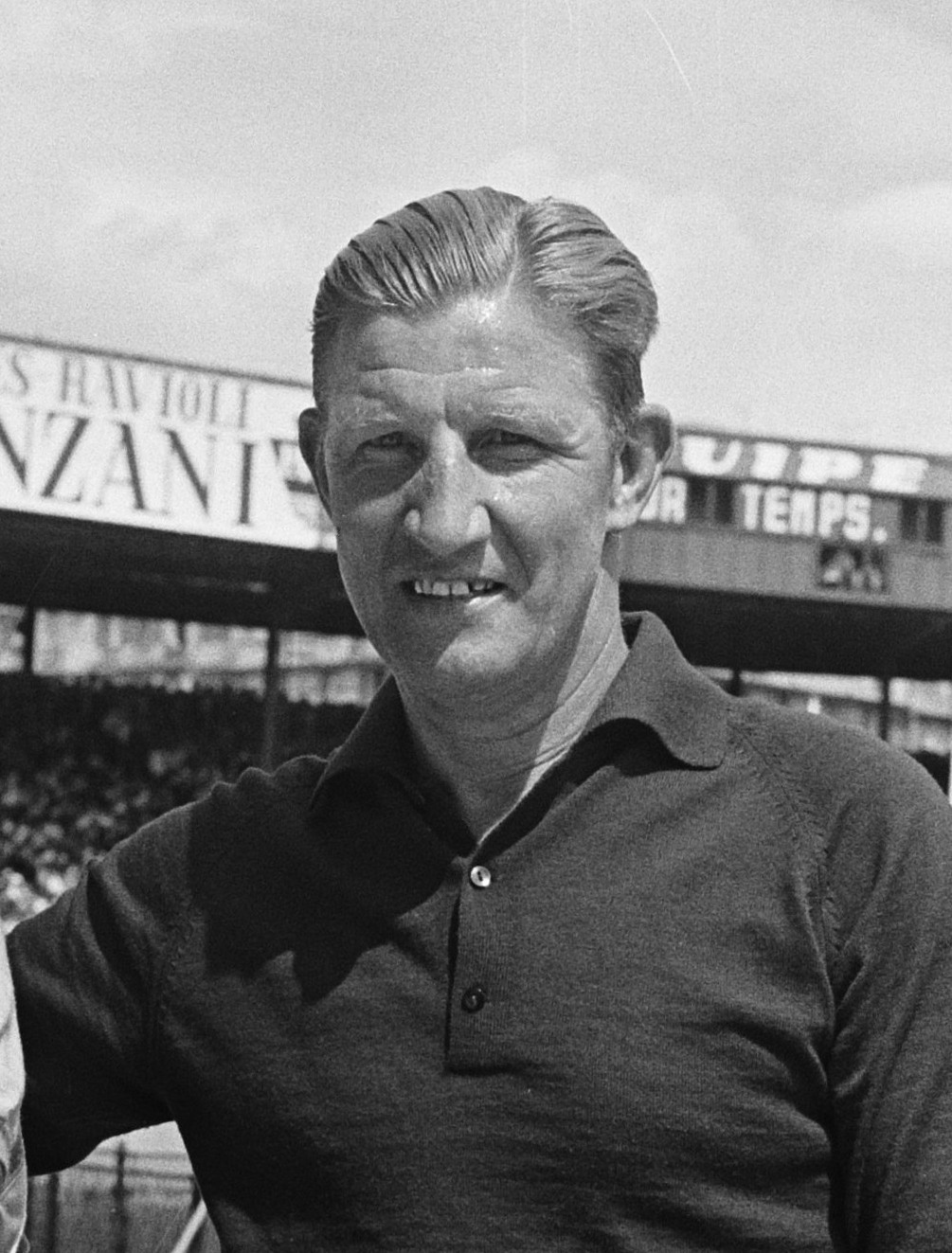
Gerrit Schulte (1964)

| Athlet             | Disziplin                          | Platz         |
| ------------------ | ---------------------------------- | ------------- |
| Nico van Gageldonk | Straßenrennen – Einzelwertung      | 16.           |
| Nico van Gageldonk | Straßenrennen – Mannschaftswertung | ausgeschieden |
| René van Hove      | Straßenrennen – Einzelwertung      | ausgeschieden |
| René van Hove      | Straßenrennen – Mannschaftswertung | ausgeschieden |
| Chris Kropman      | 4000 m Mannschaftsverfolgung       | ausgeschieden |
| Bernard Leene      | Tandem                             | Silber        |
| Henk Ooms          | Tandem                             | Silber        |
| Gerrit Schulte     | Straßenrennen – Einzelwertung      | DNF           |
| Gerrit Schulte     | Straßenrennen – Mannschaftswertung | DNF           |
| Arie van Vliet     | Sprint                             | Gold          |
| Arie van Vliet     | 1000 m Zeitfahren                  | Silber        |
| Philippus Vethaak  | Straßenrennen – Einzelwertung      | DNF           |
| Philippus Vethaak  | Straßenrennen – Mannschaftswertung | DNF           |
| Ben van der Voort  | 4000 m Mannschaftsverfolgung       | ausgeschieden |
| Gerrit van Wees    | 4000 m Mannschaftsverfolgung       | ausgeschieden |
| Adrie Zwartepoorte | 4000 m Mannschaftsverfolgung       | ausgeschieden |

### Reiten

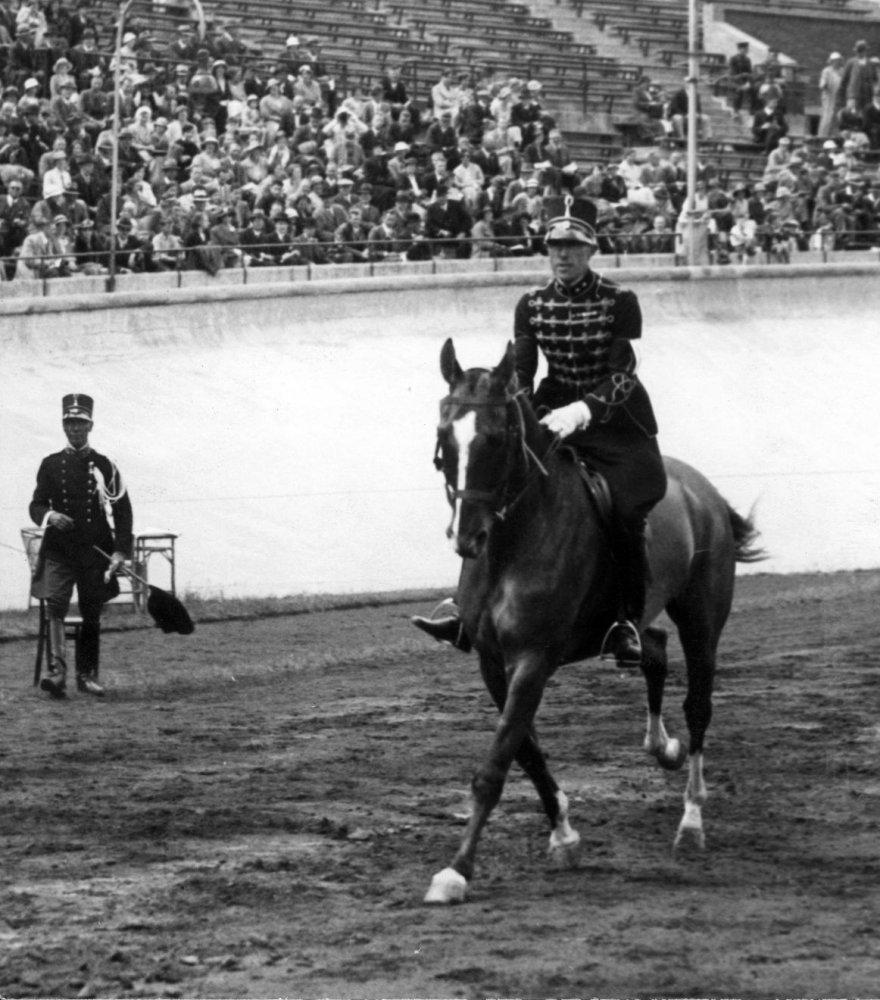
Charles Pahud de Mortanges (1934)

| Athlet                     | Disziplin                   | Platz  |
| -------------------------- | --------------------------- | ------ |
| Jan de Bruine              | Springreiten – Einzel       | 11.    |
| Jan de Bruine              | Springreiten – Mannschaft   | Silber |
| Johan Greter               | Springreiten – Einzel       | 6.     |
| Johan Greter               | Springreiten – Mannschaft   | Silber |
| Daniël Camerling Helmolt   | Dressur – Einzel            | 21.    |
| Daniël Camerling Helmolt   | Dressur – Mannschaft        | 5.     |
| Gerard le Heux             | Dressur – Einzel            | 19.    |
| Gerard le Heux             | Dressur – Mannschaft        | 5.     |
| Eddy Kahn                  | Vielseitigkeit – Einzel     | 13.    |
| Eddy Kahn                  | Vielseitigkeit – Mannschaft | DNF    |
| Charles Pahud de Mortanges | Vielseitigkeit – Einzel     | DQ     |
| Charles Pahud de Mortanges | Vielseitigkeit – Mannschaft | DNF    |
| Henri van Schaik           | Springreiten – Einzel       | 23.    |
| Henri van Schaik           | Springreiten – Mannschaft   | Silber |
| Christiaan Tonnet          | Vielseitigkeit – Einzel     | DQ     |
| Christiaan Tonnet          | Vielseitigkeit – Mannschaft | DNF    |
| Pierre Versteegh           | Dressur – Einzel            | 8.     |
| Pierre Versteegh           | Dressur – Mannschaft        | 5.     |

### Rudern
| Athlet                                                                 | Disziplin              | Platz         |
| ---------------------------------------------------------------------- | ---------------------- | ------------- |
| Hans ten Houten                                                        | Einer                  | ausgeschieden |
| Jan Kramer, Willem Jens                                                | Zweier ohne Steuermann | ausgeschieden |
| Karel Hardeman, Ernst de Jonge, Hans van Walsem                        | Zweier mit Steuermann  | ausgeschieden |
| Mark Schoorl, Flip Regout, Hotse Bartlema, Simon de Wit                | Vierer ohne Steuermann | ausgeschieden |
| Mark Schoorl, Flip Regout, Hotse Bartlema, Simon de Wit. Gerard Hallie | Vierer mit Steuermann  | 4.            |

### Schießen
| Name                  | Disziplin                  | Punkte | Rang          |
| --------------------- | -------------------------- | ------ | ------------- |
| Dirk van den Bosch    | Schnellfeuerpistole        | –      | ausgeschieden |
| Christiaan Both       | Kleinkaliber liegend, 50 m | 287    | 51.           |
| Jan Hendrik Brussaard | Kleinkaliber liegend, 50 m | 287    | 51.           |
| Tieleman Vuurman      | Kleinkaliber liegend, 50 m | 282    | 60.           |

### Schwimmen

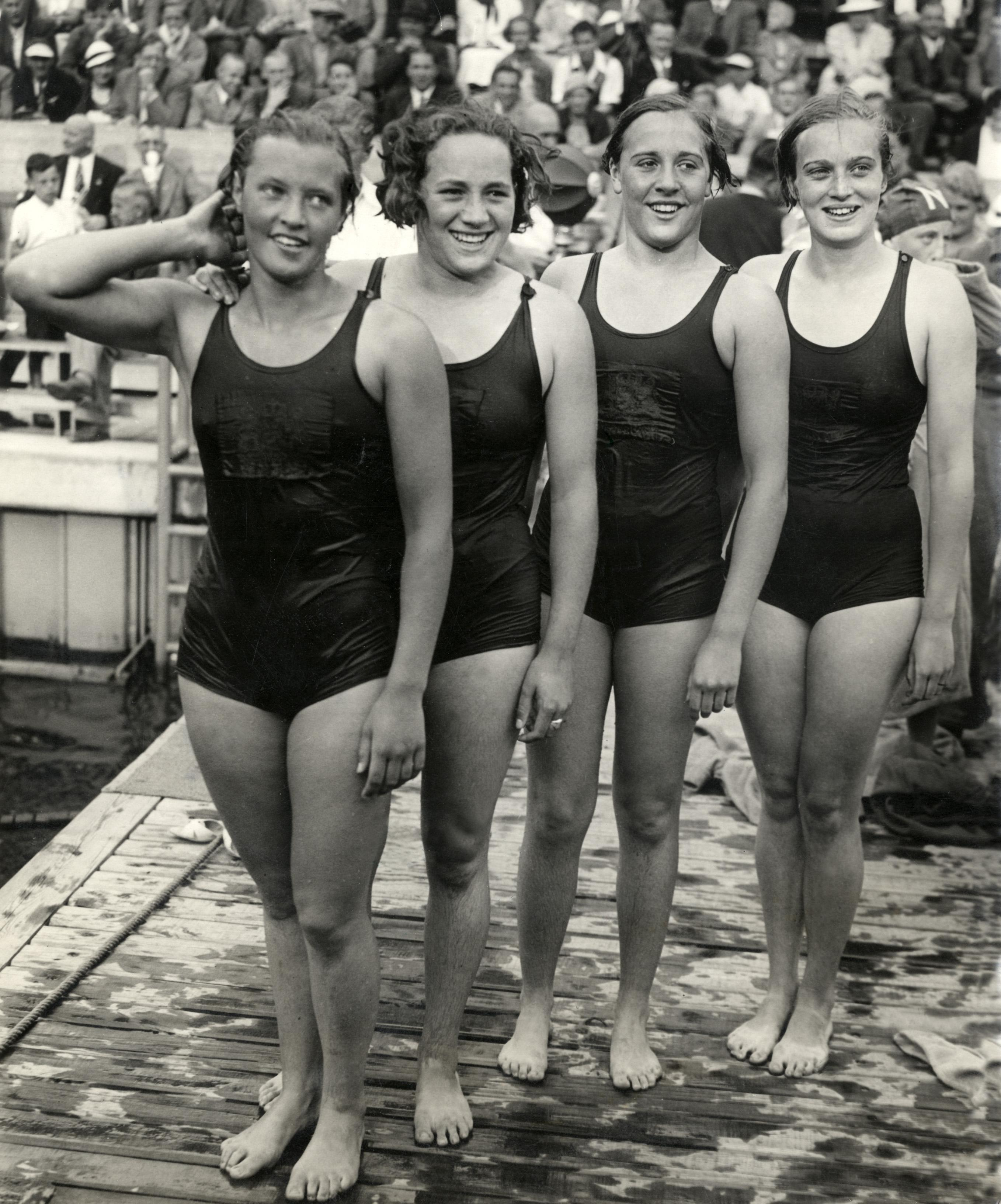
Willy den Ouden, Rie Mastenbroek, Anna Timmermans, Jopie Selbach

Männer
| Athlet             | Disziplin          | Rang          |
| ------------------ | ------------------ | ------------- |
| Piet Metman        | 100 m Rücken       | ausgeschieden |
| Stans Scheffer     | 100 m Rücken       | ausgeschieden |
| Pieter Stam        | 100 Meter Freistil | ausgeschieden |
| Pieter Stam        | 400 m Freistil     | ausgeschieden |
| Sjoerd Mooi Wilten | 100 Meter Freistil | ausgeschieden |

Frauen
| Athlet               | Disziplin              | Rang          |
| -------------------- | ---------------------- | ------------- |
| Jenny Kastein        | 200 Meter Brust        | 7.            |
| Truus Kerkmeester    | 100 Meter Rücken       | ausgeschieden |
| Hendrika Mastenbroek | 100 Meter Freistil     | Gold          |
| Hendrika Mastenbroek | 400 Meter Freistil     | Gold          |
| Hendrika Mastenbroek | 4 × 100 Meter Freistil | Gold          |
| Hendrika Mastenbroek | 100 Meter Rücken       | Silber        |
| Willy den Ouden      | 100 Meter Freistil     | 4.            |
| Willy den Ouden      | 4 × 100 Meter Freistil | Gold          |
| Jopie Selbach        | 4 × 100 Meter Freistil | Gold          |
| Nida Senff           | 100 Meter Rücken       | Gold          |
| Jo Stroomberg        | 200 Meter Brust        | ausgeschieden |
| Anna Timmermans      | 400 Meter Freistil     | ausgeschieden |
| Tini Wagner          | 100 Meter Freistil     | 5.            |
| Tini Wagner          | 400 Meter Freistil     | 8.            |
| Tini Wagner          | 4 × 100 Meter Freistil | Gold          |
| Jopie Waalberg       | 200 Meter Brust        | 4.            |

### Segeln
| Athlet                                                         | Disziplin  | Platz  |
| -------------------------------------------------------------- | ---------- | ------ |
| Daan Kagchelland                                               | O-Jolle    | Gold   |
| Bob Maas Willem de Vries Lentsch                               | Star       | Bronze |
| Ansco Dokkum Kees Jonker Ernst Moltzer Herman Looman Joop Carp | 6-m-Klasse | 8.     |

### Wasserspringen
Männer
| Athlet        | Disziplin     | Wertung | Platz |
| ------------- | ------------- | ------- | ----- |
| Hans Haasmann | Kunstspringen | 111,44  | 15.   |

### Wasserball
| Spieler | Disziplin | Platz |
| --- | --------- | ----- |
| Ru den Hamer Lex Franken Hans Maier Gé Regter Kees van Aelst Jan van Heteren Soesoe van Oostrom Soede Joop van Woerkom Herman Veenstra | Männer    | 5.    |